# 秋田県医師会

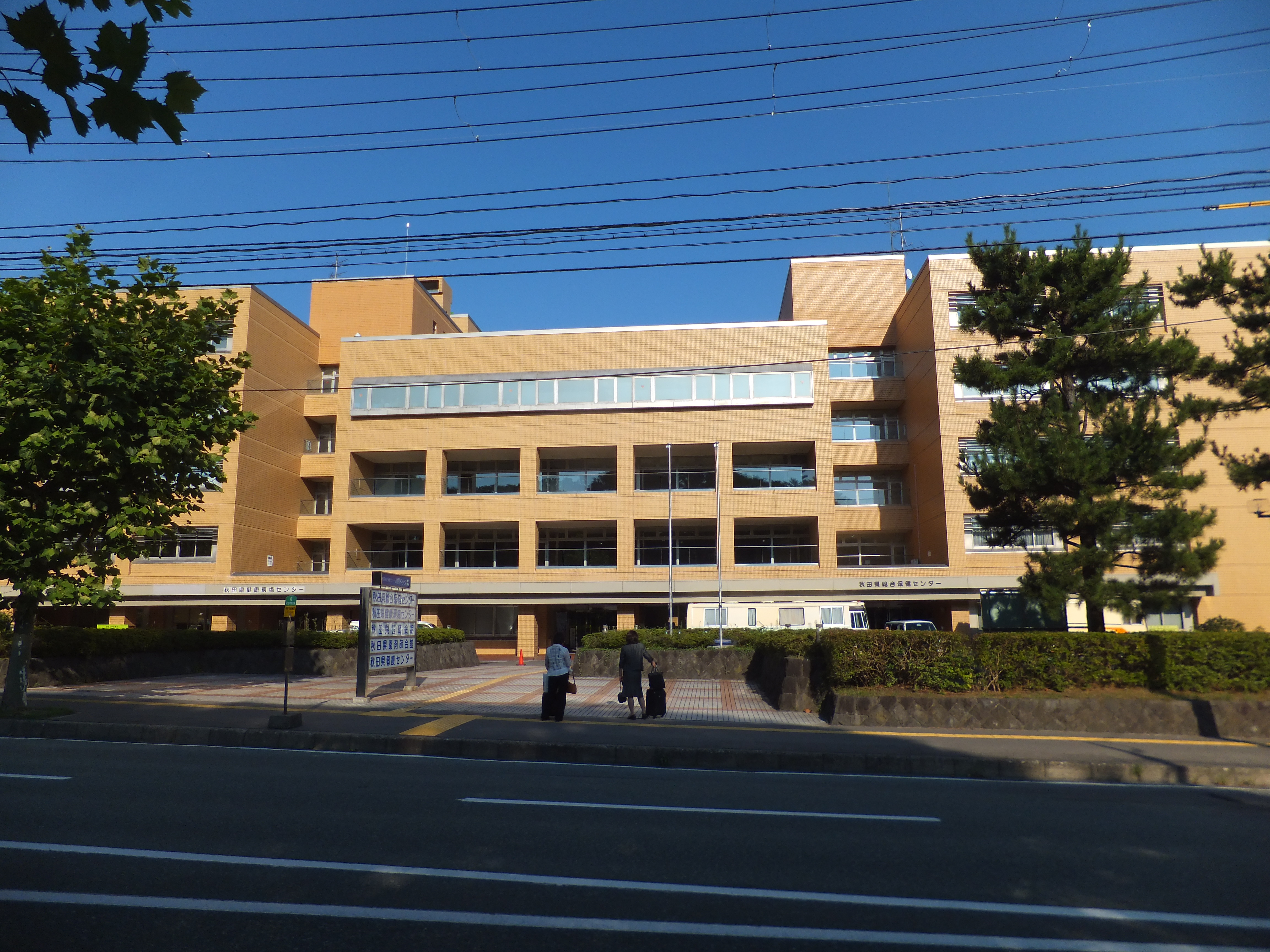
秋田県医師会が入る秋田県総合保健センター（2012年8月22日）

一般社団法人秋田県医師会（いっぱんしゃだんほうじんあきたけんいしかい 英称 Akita Medical Association）は、秋田県の医師を会員とする法人。

## 沿革
- 1887年（明治20年） 秋田県医会設立。
- 1908年（明治41年） 秋田県医会解散、秋田県医師会設立。
- 1919年（大正8年） 勅令第429号により、公法人に改組。
- 1920年（大正9年） 秋田県会議事堂にて秋田県医師会第1回総会開催。
- 1923年（大正12年） 医師会法改正および法定日本医師会設立に伴い、組織変更。
- 1942年（昭和17年） 国民医療法および医師会令により、戦時即応体制に改変。
- 1947年（昭和22年） 新医師法による新制社団法人秋田県医師会設立。
- 2013年（平成25年） 法改正に伴う旧社団法人からの暫定移行による特例民法法人から一般社団法人への移行登記実施に伴い、一般社団法人秋田県医師会に改組。
- 2020年（令和2年） 診療所や医院の承継支援で、エムスリーや秋田銀行、北都銀行と連携協定[1]。

## 本部所在地
- 〒010-0874 秋田県秋田市千秋久保田町6-6 秋田県総合保健センター4階

## 郡市医師会・大学医師会
- 大館北秋田医師会 〒017-0864　大館市根下戸新町1-8
- 能代市山本郡医師会 〒016-0151 能代市檜山字新田沢105
- 秋田市医師会 〒010-0976 秋田市八橋南1-8-5
- 由利本荘医師会 〒015-0885 由利本荘市水林456-4
- 大曲仙北医師会 〒014-0014 大仙市大曲黒瀬町3-45 山下医院内
- 湯沢市雄勝郡医師会 〒012-0037 湯沢市沖鶴167-2 佐藤外科胃腸科内